# Nhà hát opera

Nhà hát opera

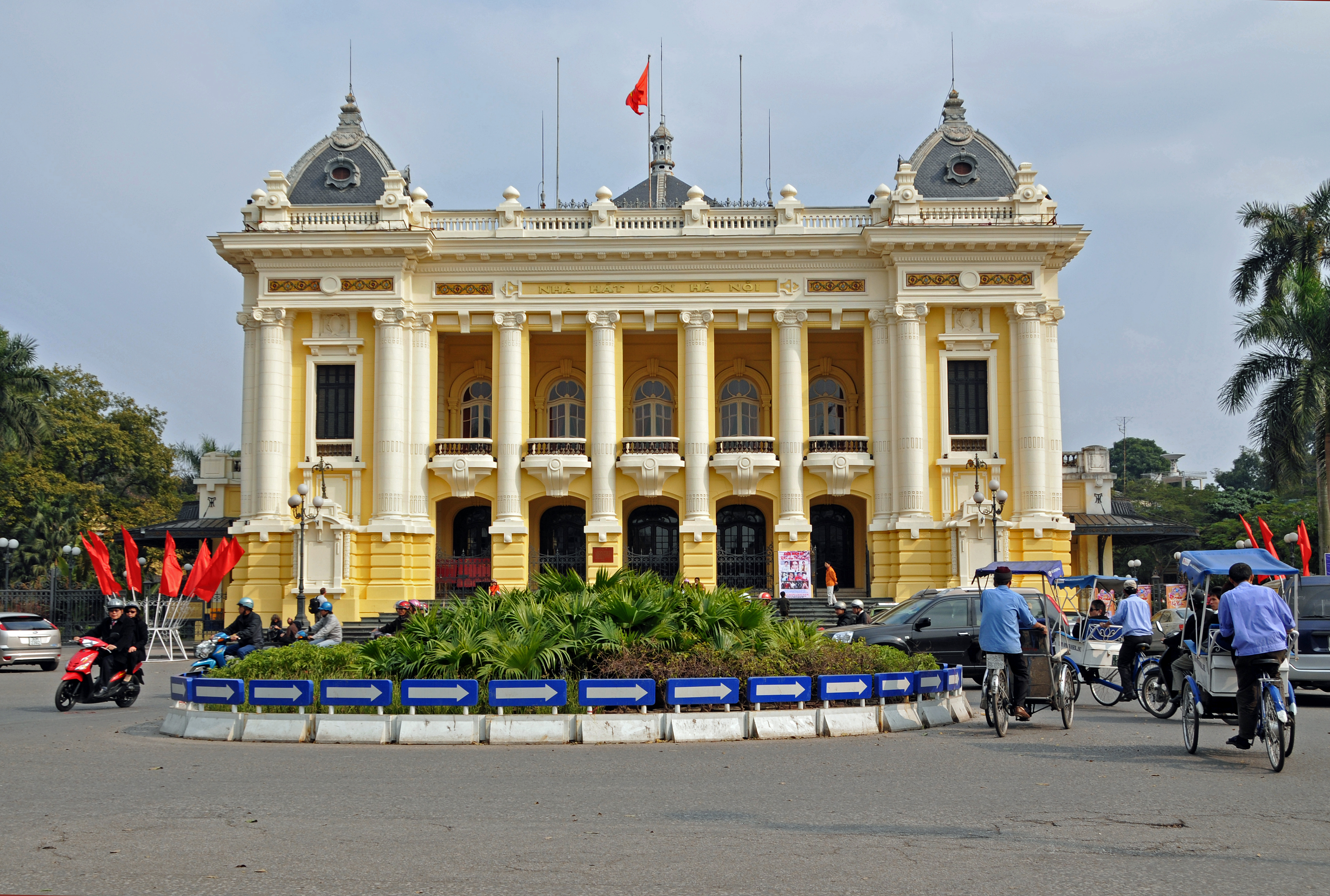
Nhà hát lớn Hà Nội

Nhà hát opera hay nhà hát là một loại công trình kiến trúc được xây dựng nhằm phục vụ cho các buổi biểu diễn opera. Nhà hát thường bao gồm những bộ phận cấu thành như: sân khấu biểu diễn, vị trí dành cho một dàn nhạc (hay còn gọi là hốc dàn nhạc), chỗ ngồi dành cho khán giả và khu vực hậu đài để thay phục trang cũng như chuẩn bị sân khấu. Một số nhà hát chỉ chuyên phục vụ biểu diễn opera như đúng tên gọi, một số nhà hát khác lại là bộ phận của trung tâm biểu diễn nghệ thuật lớn hơn. Ngày nay, từ "nhà hát" có thể được sử dụng để chỉ các trung tâm biểu diễn quy mô lớn chứ không giới hạn ở opera.

## Lịch sử
Nhà hát opera công cộng đầu tiên là Teatro San Cassiano tại Venice, được khai trương vào năm 1637. Dòng nhạc opera vốn đã phổ biến ở Ý qua nhiều thế kỷ, cả trong giới thường dân và giới thượng lưu, vì vậy mà không khó để giải thích cho số lượng lớn các nhà hát opera hoạt động tại đất nước này. Một vài các nhà hát nổi tiếng khác như Teatro Massimo ở Palermo (lớn nhất ở Ý), Teatro di San Carlo ở Naples (nhà hát opera lâu đời nhất thế giới) và Teatro La Scala ở Milan. Tương phản với Ý, Luân Đôn không có nhà hát nào vào lúc đương thời của Henry Purcell. Nhà hát opera đầu tiên ở Đức được xây dựng ở Hamburg vào năm 1678.
Vào thế kỷ 17 và 18, nhà hát thường được tài trợ bởi những giới cầm quyền, tầng lớp quý tộc và những người giàu có. Họ sử dụng quyền bảo trợ của nghệ thuật để khẳng định tham vọng chính trị và vị thế xã hội của mình. Với sự phát triển của các hình thái xã hội tư sản và tư bản trong thế kỷ 19, văn hóa châu Âu đã chuyển từ hệ thống bảo trợ sang hệ thống hỗ trợ từ cộng đồng. Những khán phòng thời kỳ đầu của Hoa Kỳ đã phục vụ nhiều chức năng khác nhau tại các thị trấn và thành phố, chẳng hạn như tổ chức các buổi khiêu vũ cộng đồng, hội chợ, diễn kịch và vaudeville cũng như biểu diễn opera và các sự kiện âm nhạc khác. Đến thế kỷ 21, hầu hết các tập đoàn opera và nhà hát được hỗ trợ bởi các quỹ từ chính phủ và tổ chức, tiền bán vé và quyên góp tư nhân.

## Đặc điểm

### Khán phòng
Nhà hát Teatro San Carlo ở Naples, khai trương năm 1737, là nhà hát cổ nhất với khán phòng hình móng ngựa. Mô hình khán phòng này dần được sử dụng phổ biến cho các nhà hát Ý. Các nhà hát tiếp theo trên khắp châu Âu cũng được xây dựng với khán phòng hình móng ngựa. Opera rất thịnh hành ở châu Âu vào thế kỷ 18 và 19, vì vậy, các nhà hát opera thời kì này thường rất lớn, thường với hơn 1.000 chỗ ngồi. Theo truyền thống, các nhà hát opera lớn của châu Âu được xây dựng vào thế kỷ 19 có từ 1.500 đến 3.000 chỗ ngồi, chẳng hạn như La Monnaie ở Brussel (sau khi trùng tu, 1.700 chỗ), Nhà hát Opera và Ballet Odessa (1.636 chỗ), Nhà hát lớn Warsaw (khán phòng chính với 1.841 chỗ), Palais Garnier ở Paris (2.200 chỗ), Nhà hát Opera Hoàng gia ở Luân Đôn (2.268 chỗ) và Nhà hát Opera Quốc gia Vienna (khán phòng mới với 2.280 chỗ). Đến thế kỷ 20 cũng có rất nhiều nhà hát lớn như Nhà hát lớn Trung tâm của New York (3.800 chỗ) và Nhà hát Opera Tưởng niệm Chiến tranh ở San Francisco (3.146 chỗ) và còn nhiều nữa. Một số vở opera lại phù hợp hơn nếu được trình diễn tại các nhà hát nhỏ, chẳng hạn như La Fenice của Venice chỉ với khoảng 1.000 chỗ ngồi.

Theo truyền thống, khán phòng sẽ có hình chữ U, chiều dài của các cạnh sẽ quyết định số ghế ngồi cho khán giả. Quanh khán phòng sẽ là các tầng với ban công, và thường, gần phía sân khấu hơn, sẽ có các hộp (các ngăn chia nhỏ của ban công).

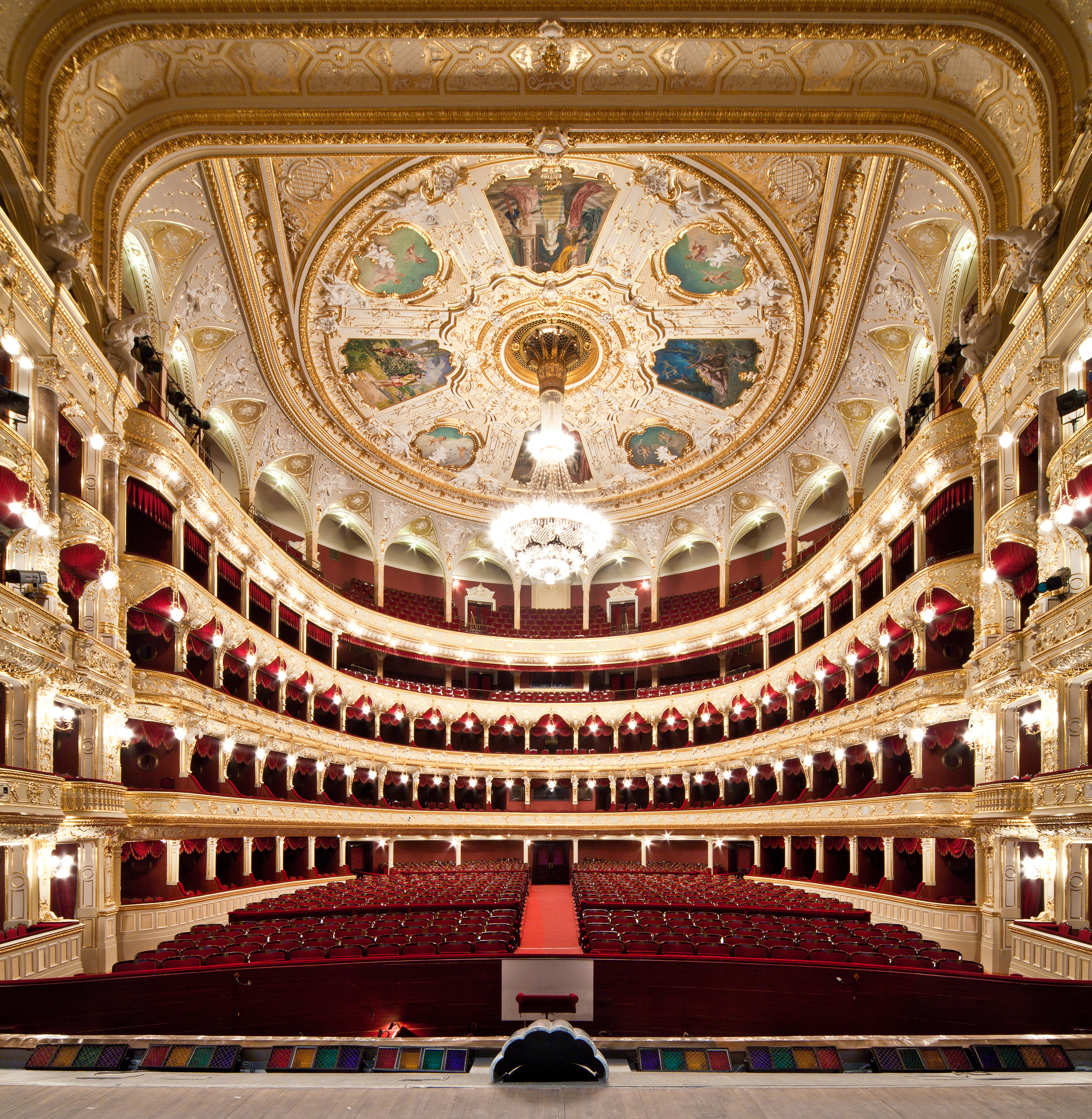
Khán phòng của Nhà hát Odessa, có thể để ý ban công cũng như các hộp ở các tầng cả nhà hát.
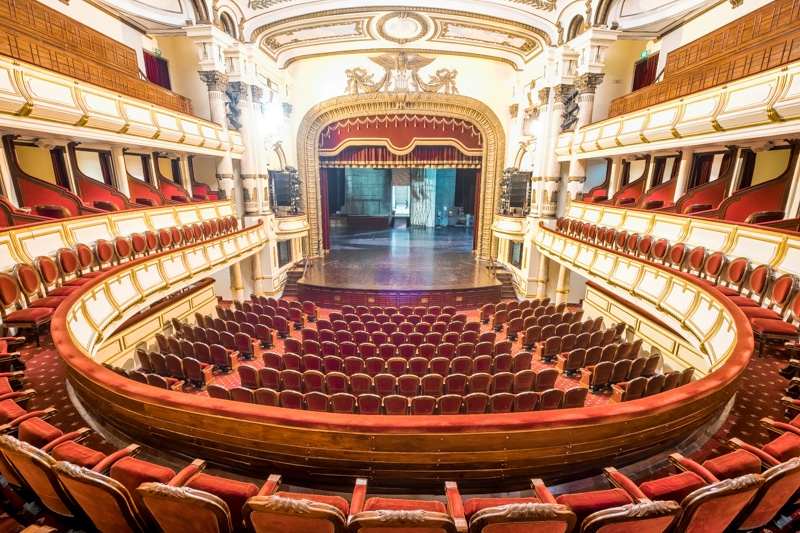
Khán phòng của Nhà hát lớn Hà Nội, nhìn về phía sân khấu.

### Khu vực cho dàn nhạc
Từ cuối thế kỷ 19, nhà hát opera thường có vị trí riêng cho dàn nhạc giao hưởng. Khu vực này thường đặt thấp hơn vị trí ngồi của khán giả, điều này giúp dàn nhạc có thể chơi mà không át đi giọng của ca sĩ. Đặc biệt, tại nhà hát Bayreuth Festspielhaus của Wagner, khu vực của dàn nhạc được đặt gần như dưới sân khấu và khán giả không thể nhìn thấy. Kích thước dàn nhạc phục vụ cho các vở opera là khác nhau. Một số vở opera, hay oratorio hoặc các tác phẩm khác, có thể cần huy động tới một dàn nhạc khổng lồ. Chẳng hạn, một số tác phẩm thời kỳ Lãng mạn (hoặc cho nhiều vở opera của Richard Strauss), có thể cần hơn 100 nhạc công cho phần đệm này.

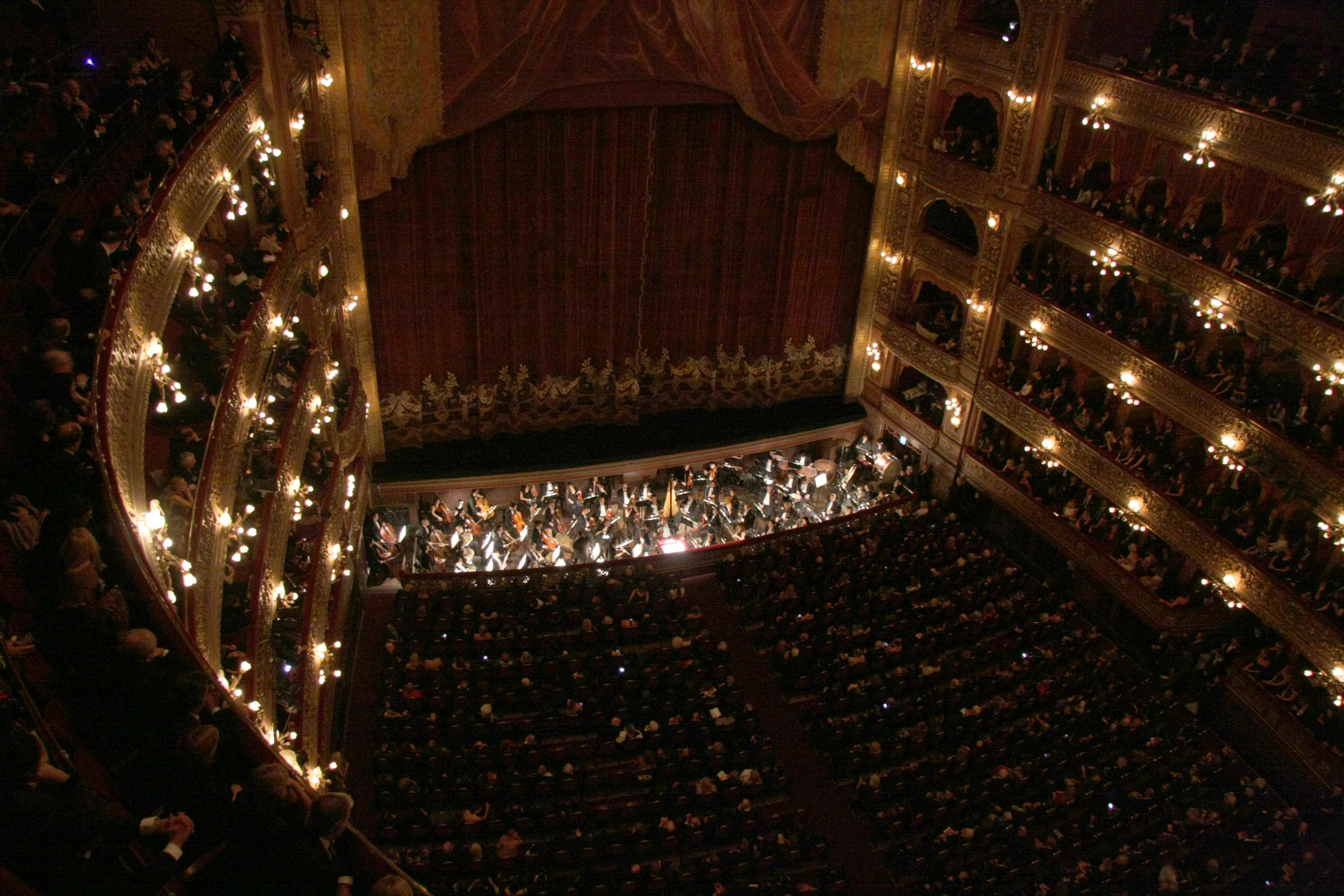
Khán phòng của nhà hát Teatro Colón, có thể nhận thấy khu vực dành cho dàn nhạc ngay phía trước sân khấu.
Khán phòng ở nhà hát thành phố São Paulo, ngay trước sân khấu là khu vực cho dàn nhạc.

### Khu vực hậu đài
Giống như số lượng nhạc công, dàn nhân vật, hợp xướng, vũ công và các vai diễn "quần chúng" có thể rất đông. Do đó, nhà hát thường phải có khu vực hóa trang rất lớn. Các nhà hát quy mô cũng thường có cả các cửa hàng và cơ sở may trang phục tại chỗ. Bên cạnh đó, nhà hát còn có thể có các cơ sở để lưu trữ trang phục, đồ trang sức và các đạo cụ. Không gian diễn tập đôi khi cũng đặt đặt ngay trong nhà hát.

### Sân khấu
Nhiều nhà hát lớn trên toàn thế giới sở hữu các sân khấu với kỹ thuật cao; điển hình là có hệ thống cần trục lớn giúp có thể chuyển cảnh nhanh chóng. Ví du, tại nhà hát Trung tâm ở New York, bối cảnh trên sân khấu thường được thay đổi trong suốt chương của vở nhạc kịch. Một số vở opera biểu diễn tại đây như Aida và Chuyện của Hoffman có sử dụng kỹ thuật này. Khi tu sửa nhà hát Opera Hoàng gia Luân Đôn vào cuối những năm 1990, dù khán phòng vẫn được giữ giống như nguyên gốc năm 1858, hậu trường, sân khấu và cánh gà đã được thay mới rõ rệt. Khu vực công cộng cũng được bổ sung cho nhà hát này. Nhà hát opera La Scala tại Milan cũng được trùng tu tương tự như vậy từ năm 2002 đến 2004.
Mặc dù hệ thống biểu diễn (như sân khấu, ánh sáng...) được áp dụng những công nghệ mới nhất, âm thanh trong nhà hát thường không cần phải áp dụng kỹ thuật hiện đại (như micro và loa) do các ca sĩ opera đã được đào tạo để có thể đưa giọng hoàn chỉnh đến toàn bộ khán phòng. Tuy nhiên, từ những năm 1990, một số nhà hát opera đã bắt đầu sử dụng hình thức tăng âm tinh vi gọi là khuếch đại acoustic (xem bên dưới).

### Hỗ trợ ngôn ngữ
Thông thường, vở opera sẽ được biểu diễn bằng ngôn ngữ gốc của tác phẩm; thứ tiếng này có thể khác với tiếng mẹ đẻ của khán giả. Chẳng hạn, những vở opera của Wagner được viết bằng tiếng Đức, nên nếu biểu diễn ở Luân Đôn thì chưa chắc tất cả khán giả có thể hiểu được tác phẩm. Vì vậy, từ những năm 1980, một số nhà hát opera hiện đại đã hỗ trợ khán giả bằng cách chiếu phần lời dịch lên trên hoặc gần sân khấu. Mới đây hơn, hệ thống libretto điện tử đã bắt đầu được sử dụng trong một số nhà hát opera, thí dụ như nhà hát Trung tâm tại New York, La Scala tại Milan và rạp Crosby thuộc nhà hát Santa Fe. Hệ thống này sẽ hiển thị phần lời dịch trên các màn hình được gắn ở mặt sau của ghế ngồi, nhờ vậy mà hiệu ứng trên sân khấu sẽ không bị ảnh hưởng.

## Tham khảo

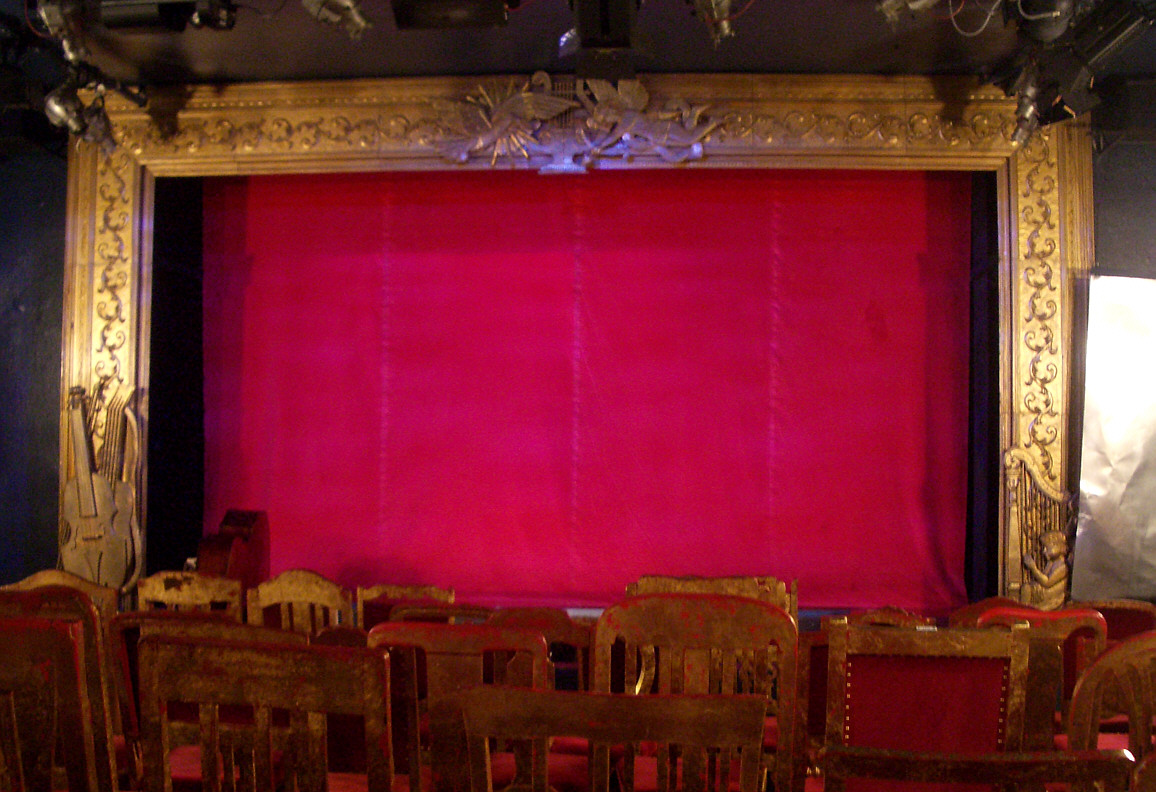
Bên trong một nhà hát Opera